# Element znaczący
Element znaczący (fr. signifiant) – w językoznawstwie strukturalistycznym istotna część znaku.
Jest obrazem akustycznym znaku (słowa) – czyli ciągiem głosek lub znaków graficznych – w przeciwieństwie do elementu znaczonego, który stanowi to, co mówiący ma na myśli, kiedy wypowiada dany znak (dane słowo).